# Familia de billetes mexicanos G
La familia G de billetes mexicanos es el nombre la clasificación alfabética dada por el Banco de México para los billetes que forman parte del cono monetario de peso mexicano a partir del 27 de agosto del 2018, con la puesta en circulación del billete de quinientos pesos.
Es la familia actual que constituye el papel moneda del peso mexicano, pues, reemplazo a la anterior familia —llamada F— desde 2018. Cabe destacar que la anterior familia no perdió su valor ni se encuentra en proceso de retiro (por excepción del billete de mil pesos de aquella familia), sino que conviven en el país al mismo tiempo.

## Antecedentes
El banco de México —debido a su situación autónoma— se encarga en su totalidad de la emisión de billetes y monedas en México, así como de sus características y cualquier cosa relacionada. Debido de los constantes cambios que afectan a los usuarios del país (falsificación, principalmente), Banxico renueva las familias de billetes por los siguientes motivos:
- Dificultar la falsación de billetes. En México, es un gran problema; en septiembre de 2020, el número de piezas falsas retiradas a través de los bancos  fue del 50.1 % del total de éstas.
- Incrementar la durabilidad de los billetes en circulación, esto, a través del cambio y decisión de los sustratos utilizados.
- Incorporación de renovaciones tecnológicas, esto, para que se cumplan los requerimientos detectados en los usuarios de los billetes.

Cabe mencionar que, respecto a la fecha originalmente planeada, el Banco de México adelantó la puesta en circulación de los billetes de cien y mil pesos; esto con la finalidad de anticipar los beneficios de contar con los nuevos billetes, tales como el reforzamiento de sus medidas de seguridad y mayor facilidad de autenticación, así como la mejora en su funcionalidad y el incremento en su durabilidad mientras están en circulación.

## Programa
| N.º | Subproyecto | Comienzo                                   | Fin                                        |
| --- | --- | ------------------------------------------ | ------------------------------------------ |
| 1.º | Investigación de las características generales de los billetes, elementos de seguridad y lineamientos de diseño | Primer semestre de 2013                    | Primer semestre de 2015                    |
| 2.º | Diseño de la estructura de los billetes                                                                         | Primer semestre de 2015                    | Segundo semestre de 2016                   |
| 3.º | Diseño, fabricación y puesta en circulación del billete de 500 pesos                                            | Segundo semestre de 2016                   | 27 de agosto de 2018                       |
| 4.º | Diseño, fabricación y puesta en circulación del billete de 200 pesos                                            | Segundo semestre de 2017                   | 2 de septiembre de 2019                    |
| 5.º | Diseño, fabricación y puesta en circulación del billete de 1000 pesos                                           | Primer semestre de 2018                    | 19 de noviembre de 2020                    |
| 6.º | Diseño, fabricación y puesta en circulación del billete de 100 pesos                                            | Primer semestre de 2019                    | 12 de noviembre de 2020                    |
| 7.º | Diseño, fabricación y puesta en circulación del billete de 50 pesos                                             | Primer semestre de 2020                    | 28 de octubre de 2021                      |
| 8.º | Diseño, fabricación y puesta en circulación del billete de 2000 pesos                                           | Solo en caso de que se considere necesaria | Solo en caso de que se considere necesaria |

## Billetes

### Billete conmemorativo
| Denominación | Diseño                                    | Diseño                              | Color | Color | Color        | Dimensiones | Material | Orientación                         | Fecha                 | Fecha              | Fecha                    |
| Denominación | Anverso                                   | Reverso                             | Color | Color | Color        | Dimensiones | Material | Orientación                         | Aprobación del diseño | Impresión          | Puesta en circulación    |
| ------------ | ----------------------------------------- | ----------------------------------- | ----- | ----- | ------------ | ----------- | -------- | ----------------------------------- | --------------------- | ------------------ | ------------------------ |
| $20          | Consumación de la Independencia de México | Cocodrilo mexicano y el mangle rojo |       |       | Verde y Rojo | 118×65 mm   | Polímero | Anverso Horizontal reverso vertical | Diciembre de 2020     | 6 de enero de 2021 | 24 de septiembre de 2021 |

### Billetes de uso corriente
| Denominación | Diseño                                                        | Diseño                                                   | Color predominante | Color predominante | Dimensiones | Material         | Orientación | Fecha                                       | Fecha               | Fecha                   |
| Denominación | Anverso                                                       | Reverso                                                  | Color predominante | Color predominante | Dimensiones | Material         | Orientación | Diseño                                      | Impresión           | Puesta en circulación   |
| ------------ | ------------------------------------------------------------- | -------------------------------------------------------- | ------------------ | ------------------ | ----------- | ---------------- | ----------- | ------------------------------------------- | ------------------- | ----------------------- |
| $50          | Fundación de México-TenochtitlanTeocalli de la Guerra Sagrada | Ajolote y maíz En Xochimilco                             |                    | Morado             | 125×65 mm   | Polímero         | Vertical    | Primer semestre de 2020                     | 31 de marzo de 2021 | 28 de octubre de 2021   |
| $100         | Sor Juana Inés de la Cruz                                     | Mariposas monarcas entre pinos y encinos en Michoacán    |                    | Rojo               | 132×65 mm   | Polímero         | Vertical    | 21 de mayo de 2014                          | 8 de mayo de 2020   | 12 de noviembre de 2020 |
| $200         | Miguel Hidalgo y José María Morelos                           | Águila real y sahuaro en el desierto de Altar en Sonora  |                    | Verde              | 139×65 mm   | Papel de algodón | Horizontal  | 23 de agosto de 2017                        | 7 de junio de 2018  | 2 de septiembre de 2019 |
| $500         | Benito Juárez                                                 | Ballena azul y su ballenato en los pastos marinos        |                    | Azul               | 146×65 mm   | Papel de algodón | Horizontal  | 27 de marzo de 2017                         | 19 de mayo de 2017  | 27 de agosto de 2018    |
| $1000        | Francisco I. Madero, Hermila Galindo y Carmen Serdán          | Jaguar entre ceibas y zapotes en la Ciudad maya Calakmul |                    | Gris               | 153×65 mm   | Papel de algodón | Horizontal  | 18 de junio de 2018 (aprobación del boceto) | 10 de junio de 2019 | 19 de noviembre de 2020 |

### Billete de dos mil pesos
En caso de que sea necesario emitir la denominación de 2000 pesos, ésta tendrá los siguientes componentes temáticos:
| Denominación | Diseño                            | Diseño                                     | Color predominante | Color predominante | Dimensiones | Material         | Orientación | Fecha                                         | Fecha                                         | Fecha                                         |
| Denominación | Anverso                           | Reverso                                    | Color predominante | Color predominante | Dimensiones | Material         | Orientación | Diseño                                        | Impresión                                     | Puesta de circulación                         |
| ------------ | --------------------------------- | ------------------------------------------ | ------------------ | ------------------ | ----------- | ---------------- | ----------- | --------------------------------------------- | --------------------------------------------- | --------------------------------------------- |
| $2000        | Octavio Paz y Rosario Castellanos | Murciélago magueyero y el agave en Jalisco |                    | Amarillo           | 160×65 mm   | Papel de algodón | Horizontal  | Solo en caso que lo decida el Banco de México | Solo en caso que lo decida el Banco de México | Solo en caso que lo decida el Banco de México |